# Amphineurus (Nothormosia) otagensis
Amphineurus (Nothormosia) otagensis is een tweevleugelige uit de familie steltmuggen (Limoniidae). De soort komt voor in het Australaziatisch gebied.